# Antarcticaetos bubeccata
Antarcticaetos bubeccata is een mosdiertjessoort uit de familie van de Romancheinidae. De wetenschappelijke naam van de soort is, als Escharoides bubeccata, voor het eerst geldig gepubliceerd in 1955 door Rogick.